# Tricyphona rainieria
Tricyphona (Tricyphona) rainieria là một loài ruồi trong họ Pediciidae. Chúng phân bố ở vùng sinh thái Nearctic.